# Mr. Natural (musikalbum)
Mr. Natural släpptes i maj 1974 och var den brittisk-australiensiska popgruppen Bee Gees tionde album. Det var deras första skiva producerad av Arif Mardin, som delvis var medverkande i gruppens stora succé med Main Course. Mr. Natural hade inga hits, men representerade ett viktigt steg i Bee Gees utveckling till något mer än enkla popballader. Albumet har stora influenser av Philadelphia soul i sånger som "Throw a Penny". Andra "höjdpunkter" var "Mr. Natural", en rock-and-roll-influerad melodi, och "Charade".

## Låtlista
Sida ett
1. "Charade" – 4:13 (Barry Gibb/Robin Gibb)
2. "Throw a Penny" – 4:49 (B. Gibb/R. Gibb)
3. "Down the Road" – 3:25 (B. Gibb/R. Gibb)
4. "Voices" – 4:52 (B. Gibb/R. Gibb/Maurice Gibb)
5. "Give a Hand, Take a Hand" – 4:48 (B. Gibb/M. Gibb)

Sida två
1. "Dogs" – 3:45 (B. Gibb/R. Gibb)
2. "Mr. Natural" – 3:49 (B. Gibb/R. Gibb)
3. "Lost in Your Love" – 4:38 (B. Gibb)
4. "I Can't Let You Go" – 3:47 (B. Gibb/R. Gibb/M. Gibb)
5. "Heavy Breathing" – 3:27 (B. Gibb/R. Gibb)
6. "Had a Lot of Love Last Night" – 4:07 (B. Gibb/R. Gibb/M. Gibb)